# Заря (система космической связи)
«Заря́» — советская система связи с космическими кораблями, разработанная для первого полёта человека в космос на корабле «Восток-1». Разрабатывалась под руководством конструкторов Ю. С. Быкова и Н. Н. Несвита с осени 1959 года. Разработки велись в НИИ-695 Госкомитета по радиоэлектронике под общим руководством Л. И. Гусева.

## История создания
В июне 1959 года директором НИИ-695 был назначен 37-летний инженер Л.И Гусев и уже осенью того же года перед возглавляемой им командой была поставлена задача разработать радиоаппаратуру для связи космонавта с Землёй. Главным конструктором будущей системы связи был выбран опытный инженер Ю. С. Быков, за плечами которого было уже более 180 изданных научных работ.
Сложной задачей, с которой столкнулся коллектив разработчиков, стало определение оптимальной радиочастоты, которая бы позволила удерживать стабильный радиоконтакт между космонавтом и Землёй как можно дольше. Необходимо было создать систему с автоматической подстройкой по частоте, учитывающей эффект Допплера, возникающий при быстром движении космического корабля относительно земных станций, а также устойчиво работающую в условиях атмосферных помех и значительных изменений мощности воспринимаемого сигнала. Остро стояла проблема надёжной связи с космическим кораблём, который из-за высокой скорости полёта — около 8 км/с — будет быстро уходить из поля видимости земных станций, не оставляя времени на уточнение информации. Вместе с тем радиоаппаратура в кабине космического корабля должна быть лёгкой, малогабаритной и не потреблять много энергии.
Ещё одной проблемой был тот факт, что большинство команды конструкторов являлись теоретиками, перед которыми стояла задача создания готовых изделий — приёмников, передатчиков, магнитофонов для будущего пилотируемого корабля. На реализацию поставленной задачи команде выделялся год.
Разработанные командой Быкова передатчик, приёмник и магнитофон были испытаны при полётах беспилотных кораблей. Ранней весной 1961 года система связи «Заря» была готова к использованию на корабле «Восток-1».
После использования системы на корабле «Востоке-1» она была значительно доработана перед запуском корабля «Восток-2», среди прочего, при участии И. А. Росселевича (директора НИИ-380) была доработана телевизионная система, телеметрию дополнили системой «Сигнал» (КВ-система служила для пеленгации корабля и дублировала передачу самых важных медицинских параметров).

## Описание системы
Система «Заря» использовала канал связи в УКВ-диапазоне на фиксированной частоте в районе 140 МГц и два канала КВ на фиксированных частотах в диапазоне 10—24 МГц. При работе на УКВ связь была возможна только в зоне видимости наземных пунктов управления полётом, на расстоянии до 1500—2000 км. Для обеспечения связи вне видимости наземных пунктов использовался КВ-диапазон, работа в котором была ограничена по возможностям и качеству связи по сравнению с УКВ, но могла осуществляться на глобальных расстояниях. Выбор частот для КВ-связи определялся условиями распространения радиоволн и менялся в зависимости от времени года, путём установки соответствующих блоков на борту космического корабля. По любому из каналов космонавт мог передавать как в телефонном режиме, так и телеграфом, с использованием ключа. Сообщения в телеграфном режиме могли отправляться также через систему телеметрии «Сигнал».
Система «Заря» оказалась достаточно эффективной и надёжной, чтобы, непрерывно совершенствуясь, использоваться в течение многих лет на кораблях «Восток», «Восход» и первых «Союзах». После замены её на более современные системы позывной «Заря», по традиции, продолжает использоваться Центром управления полётами при переговорах с космонавтами.

### Бортовая аппаратура
В состав бортовой аппаратуры комплекса «Заря» входила станция УКВ-связи, два передатчика и два приёмника КВ-связи с кварцевой стабилизацией частоты. Запись переговоров осуществлялась на бортовой магнитофон. На борту устанавливался также отдельный радиоприёмник, работающий в средневолновом и двух коротковолновых (длина волны 31—49 и 25 метров) диапазонах, с помощью которого космонавт мог прослушивать передачи вещательных радиостанций. Блоки бортовой аппаратуры системы «Заря» были выполнены в основном на полупроводниковых приборах, что было для того времени большим достижением. Миниатюрные стержневые радиолампы использовались только в передающих радиотрактах. Общая масса комплекса была около 22 кг. На космическом корабле устанавливались две всенаправленных антенны КВ-диапазона и одна антенна УКВ-диапазона, общая для приёма и передачи, с фильтрами, обеспечивающими необходимую развязку каналов.

### Наземные пункты
Для УКВ-связи по системе «Заря» в МНИИРС были созданы специальные земные станции, включающие комплекс приемопередающий радиоаппаратуры и направленные антенны. Станции «Зари» устанавливались на пунктах командно-измерительного комплекса (КИК), осуществляющих контроль и управление полётом. Во время полёта «Востока-1» станции «Зари» были установлены на ИП-1 космодрома Байконур (позывной «Заря-1»), на НИП-12 (Колпашево, Томская обл., «Заря-2») и НИП-6 (Елизово, Камчатка, «Заря-3»). Впоследствии станциями «Зари» были оснащены и другие пункты КИК.
Антенный комплекс земных станций «Зари» представлял собой массив из четырёх спиральных антенн, смонтированных на лафете зенитного прожектора. Наведение антенны и слежение за космическим кораблём производилось расчётом станции вручную, по целеуказаниям с ЦУП.
Для КВ-связи с космическими кораблями использовались специально подобранные средства приёмных и передающих КВ-центров Минсвязи, соединённых с ЦУП телефонными и телеграфными линиями (система «Весна»).

## Оценки системы
«Роль радиосвязи в космическом полёте я оцениваю очень высоко, — отзывался о системе „Заря“ Юрий Гагарин после полёта. — Я слышал голоса товарищей, работавших на радиостанциях, настолько отчётливо, как если бы они находились рядом».